# Senad Husić
Senad Husić (Kalesija, 12 aprile 1990) è un calciatore bosniaco, difensore del Baindt.